# Whitchurch (Hampshire)
Whitchurch è un comune e parrocchia civile dell'Inghilterra, appartenente alla contea dell'Hampshire.